# キングダム (漫画)
『キングダム』は、原泰久による日本の漫画。『週刊ヤングジャンプ』（集英社）において、2006年9号から連載中。
第17回手塚治虫文化賞マンガ大賞受賞作品である。累計部数は2023年11月17日の70巻発売をもって集英社青年誌初の1億部を突破し、2025年4月時点で累計1億1千万部を突破している。2020年12月に発売された60巻をもってシリーズ初の初版100万部を達成した。

## 概説
古代中国の春秋戦国時代末期における、戦国七雄の争乱を背景とした作品。中国史上初めて天下統一を果たした始皇帝と、それを支えた武将李信が主人公である。2013年、第17回手塚治虫文化賞のマンガ大賞を受賞した。
作者の原泰久は漫画家に転身する前のサラリーマン時代に経験した「組織」の美学を当該作品に注ぎ込んでいる旨を明かしている。その意気込みは「もし学生でデビューしていたら、キングダムは描けなかった。社会人経験は大きかったと思います」と語るほどである。
当初は人気が出ず、歴史も勉強しなおすなど苦闘しつつも、いいものを描いているという自信があった。しかし、アンケートで最下位になり、連載打ち切りの候補になった。行き詰りをむかえ、師匠と仰ぐ井上雄彦に相談すると一言「話はこれでいい、ただ主人公の信の黒目が小さい」とアドバイスを受けた。そこで、絵よりストーリーに重点を置いていたそれまでの姿勢を改め、絵に向き合った。そして、黒目を大きくすると、バランスを取るため全体のタッチや構成も変化し、単行本の第4巻あたりから躍動感のある絵になり、人気が出て読者アンケートで初めて1位を獲得した。

## あらすじ
紀元前3世紀、500年の争乱が続く古代中国の春秋戦国時代末期を舞台に、「中華統一」を目指す後の始皇帝・第31代秦王・嬴政と、その元で「天下の大将軍」を目指す主人公・信の活躍を中心に描く。

### 国内統一編【1巻 - 40巻】

#### 王都奪還編【1巻 - 5巻】
王弟反乱 - 嬴政との邂逅（1巻 - 5巻）
紀元前245年、中華最西の国・秦に信と漂という戦災孤児で下僕の少年がいた。2人はそこから抜け出し「天下の大将軍」になるべく、日々修行に明け暮れていた。そんな中、漂は秦の大臣・昌文君に見出だされ仕官を果たす。だが1ヶ月後、漂が深手を負った状態で信の元に戻り、信に地図と大将軍の夢を託して命を落とす。
地図に記された場所に向かった信は、その先で秦王・嬴政と出会う。政は異母弟・成蟜と秦左丞相・竭氏の反乱により玉座を追われるも、昌文君と仕官後に影武者となった漂の手により逃げ延びていた。だが漂は刺客により致命傷を負い、その刺客が追ってくるも信が討ち取る。そして追手の包囲から河了貂の手引きで逃がれ、追撃をかわしながら昌文君らと合流する。そして玉座の奪還を狙う一行は山の民の助力を求め、政は山の王・楊端和と会談する。政はその中で「王の道」を説き説得に成功、助力を獲得した政達はついに成蟜と竭氏のいる秦王都・咸陽へと向かう。
政達は王宮内に潜入、城門を破り広場へ突入する。そして政・楊端和らが広場の敵軍を食い止め、その隙に昌文君副官・壁や信らが成蟜と竭氏のいる本殿へと通じる回廊を進む。そして信は、待ち構えていた左慈を壁の援護もあって討ち取り、本殿に到達する。そこへ化猿・ランカイが襲い掛かるも信の一刀により戦意を失い、竭氏は討たれ成蟜も逃亡する。そんな中広場に秦六大将軍・王騎が乱入、敵将を討ち政に問いかけた後去っていった。
逃亡した成蟜も気絶させられ、反乱軍も降伏したことで反乱は終結した。山の民は帰還し、信は土地と家を貰い貂と共に次の戦を待つ。

#### 蛇甘平原編【5巻 - 7巻】
蛇甘平原の戦い - 信の初陣（5巻 - 7巻）
3ヶ月後の始皇二年、魏の要衝・滎陽に向け秦大将軍・麃公を総大将に十五万の軍勢が侵攻する。信はそれに従軍し、尾平や羌瘣らと伍を組み進軍する。だが魏軍総大将・呉慶により城が落とされ、さらに魏軍が滎陽から討って出るなど秦軍は後手に回る。そして両軍は蛇甘平原で激突するが、秦軍は兵数・地の利で劣り劣勢となる。そして信の所属する第四軍も魏軍に対し突撃する。
だが、魏の装甲戦車隊の突撃により秦軍歩兵は甚大な被害を出す中、信達は孤軍奮闘する。それを知った麃公は全騎馬隊を第四軍の元に派遣、千人将・縛虎申は魏軍副将・宮元の布陣する丘を目指し突撃する。縛虎申は丘を登りきり宮元と刺し違え、秦軍は丘を奪取する。秦軍が丘への布陣を急ぐ中、突如王騎が現れた。そして、信は王騎に武将とは何かを教わる。
そんな中、呉慶本軍に向けて麃公本軍が突撃、麃公は壁隊の援護や信の活躍により呉慶のいる本陣へと到達、一騎討ちとなる。呉慶は奮闘するも、麃公の力を前に敗れ、討ち取られる。呉慶討死により魏兵は退却し秦軍は勝利するが、滎陽奪取には至らず秦軍は帰国の途につく。帰国後、信は武功により百人将に昇格する。

#### 刺客急襲編【8巻 - 10巻】
秦王暗殺計画（8巻 - 10巻）
3ヶ月後のある夜、昌文君の協力者が何人も暗殺される事態が起こる。昌文君一派は警戒を強めるが、刺客の真の狙いは政であった。翌晩蚩尤ら数々の刺客団が放たれ、その事を昌文君に伝えた肆氏は、政の護衛に信を王宮に送り込む。
信と政は合流後脱出を図るが、何者かに脱出路が塞がれる。そこへ蚩尤・羌瘣らが現れ、信と羌瘣は対峙する。そんな中、更に刺客団が襲撃し、信と羌瘣は一時休戦し彼らと交戦する。その後、昌文君達が到着したことで刺客を完全に撃退する。
終結後、発覚した首謀者は秦右丞相・呂不韋であった。この件は大王陣営に大きな衝撃を与え、対応策を協議する中、呂不韋陣営が帰還する。呂不韋は昌平君、蒙武、李斯、蔡沢の四柱らを率いて参内、力の差を見せられた大王陣営は、肆氏ら竭氏残党を吸収する。一方、河了貂は軍師になることを決意し、昌平君の軍師学校に入学、蒙毅らと兵法を学ぶ。また、信は王騎に修行を乞い、信と貂の修業の日々は続く。

#### 馬陽防衛編【11巻 - 16巻】
馬陽の戦い - 飛信隊躍進（11巻 - 16巻）
始皇三年2月、秦大将軍・蒙驁を総大将に二十万の軍勢が韓に侵攻、蒙驁軍は快進撃を続け1ヶ月の間に十一もの城を落とす。だがその隙を付かれ趙三大天・龐煖を総大将に十二万の軍勢が馬央、そして馬陽に侵攻する。秦はそれに対し王騎を総大将、蒙武を副将に十万の軍勢を派遣。出陣前に王騎は政に昭王の遺言を伝える。また、従軍した信の元に特殊百人部隊・飛信隊が結成される。そして両軍は乾原で開戦するが、秦左軍は趙右軍の将・馮忌の策により大損害を出す。そこへ飛信隊が王騎の特命を受け、馮忌を討つべく趙右軍の側面に突撃、守備隊を突破し馮忌本陣に迫る。さらに秦左軍の将・干央と千人将・壁も反撃に出たことで本陣一帯は乱戦状態となり、信はその隙を突いて馮忌を討ち取る。
一方、秦軍中央の蒙武軍の攻撃は一日目こそいなされるも、二日目・三日目と大損害を与える。これを受け趙軍は四日目に全軍で蒙武を狙うも、王騎は全軍総攻撃を掛け、趙軍は後方の山間部へ退却した。その夜、秦軍の夜営地に突如現れた龐煖が秦兵を襲い、さらに趙将・万極の夜襲を受ける。飛信隊は龐煖を狙うも失敗、敗走し万極軍の猛追を受ける。だが、隊員の奮闘により難を逃れ、翌朝再集結を果たす。
五日目、王騎は自ら敵将を討つも、趙本陣に猛攻を掛けた蒙武が罠に嵌まり、窮地に陥る。王騎は蒙武軍を救うべく軍を進め趙本軍と対峙、歩兵を囮として趙本陣に突入し、龐煖との一騎打ちを繰り広げる。六将・摎の仇である龐煖を王騎は追い詰めるも、趙三大天・李牧率いる大軍が秦軍を挟撃する。さらに王騎は背後からの狙撃により、龐煖に胸を貫かれる。
王騎副官・騰らの奮闘の末に守りを突破した王騎は、信に自らの矛を託し、皆に多くのものを残してこの世を去る。その後、趙軍は撤退し、信は武功により三百人将へ昇格する。

#### 山陽平定編【17巻 - 24巻】
山陽大攻略戦（17巻 - 23巻）
始皇四年、呂不韋の画策により趙宰相・李牧が秦を訪れる。そして李牧の提言により秦趙同盟が締結、その後の宴席で、信が李牧を戦場で倒すと豪語した。そして前線では、信や玉鳳隊隊長・王賁、楽華隊隊長・蒙恬といった若き将が武功を重ねる。一方、咸陽では、政陣営の元に政の母・太后から白紙の書簡が届く。翌朝、政は太后の元へ赴き、打倒呂不韋への協力を頼むが、太后は呂不韋と密通していた。それを知った宮女・向は大怪我を負いながらも政に伝え、政は攻勢へと転じる。
始皇五年、魏要衝・山陽一帯を攻略すべく大将軍・蒙驁を総大将に二十万強の軍勢が侵攻。対する魏軍は、元趙三大天・廉頗に率いられていた。秦軍は魏の城を落としながら行軍するが、廉頗四天王・輪虎により千人将が次々と暗殺される。これを受け秦軍は軍の再編成を行い、蒙恬、王賁、信は臨時千人将へ昇格した。そして両軍は流伊平野で開戦した。
一日目、先鋒隊同士の激突は一進一退となるが、廉頗四天王・玄峰の策略により大損害を被る。二日目、王翦率いる左軍は魏軍の猛攻により後退するも、桓騎率いる秦右軍は奇策により魏軍を翻弄し、四日目には桓騎自ら魏軍に潜入し玄峰を討ち取った。五日目、蒙恬の策により信と王賁が輪虎に襲い掛かるも、輪虎は2人相手に互角以上に闘う。だが限界を越えた信の一刀により、輪虎は左手を負傷する。一方秦左軍では壁が敵将を追い詰めるも、敵の策により窮地に陥る。そこへ王翦本軍、更には廉頗が現れるも、王翦は後方の砦へ退却した。
六日目、輪虎率いる魏中央軍は秦中央軍へ突撃するも飛信隊に進撃を止められ、信と輪虎は一騎討ちを繰り広げる。また、蒙驁本陣の背後から廉頗軍が攻め込み、廉頗は蒙驁の策を破り本陣へ到達、蒙驁と一騎討ちとなる。一方、信は死闘の末に輪虎を討ち取り、蒙恬と共に本陣へと急ぐ。蒙驁は奮闘するも左腕を失い、また廉頗は輪虎の仇・信にも矛を向ける。だが、桓騎が魏本陣を落としたことで廉頗は敗北を認め和睦、秦は山陽を獲得した。
戦後まもなく飛信隊は帰路に付き、その最中に羌瘣は姉同然であった羌象の仇を取るべく、飛信隊を一時離脱する。一方、廉頗は魏から楚へ亡命し、論功行賞で信は正式に千人将へ昇格した。
幕間 - 山陽平定（23巻 - 24巻）
3ヶ月後、飛信隊は敗戦を続け再降格の危機に陥る。だが、河了貂の加入により救われ、山陽平定に活躍する。そして山陽平定後、秦は山陽を東郡へ改称すると宣言した。その後、飛信隊が対楚前線に送られる一方、李牧と龐煖が燕に侵攻し劇辛を討ち取る。
また、信が楚軍千人将の項翼・白麗と小競合いを起こす一方、咸陽では、嫪毐が太后の元へ送り込まれ呂不韋陣営が拡大、呂不韋は相国に就任した。これを受け、政は成蟜一派を解放し、呂不韋打倒に協力させる。そして、昌平君と昌文君が丞相に就任、政陣営は確かな実権を手に入れた。

#### 合従軍編【25巻 - 34巻】
合従軍襲来 - 函谷関攻防戦（25巻 - 30巻）
始皇六年、楚軍が秦へ侵攻し、さらに魏・趙・韓・燕・斉の軍が次々と侵攻。これは戦国四君にして楚宰相・春申君を総大将、李牧を参謀とする六国連合・合従軍であった。蔡沢により斉を離脱させたが、合従軍を迎え撃つべく秦は国内全戦力を動員、両軍は秦国門・函谷関で開戦した。
一日目、麃公軍は趙軍副将・慶舎の罠に嵌まるも、信の檄で盛り返し激戦となる。一方、魏軍総大将・呉鳳明は函谷関に巨大井闌車を投入するも、桓騎が1台を焼き払う。また、騰軍は楚第一軍と激突してその将を討ち、信は混戦の中で万極を討ち取った。2日目以降合従軍は、楚第二軍の将・媧燐の献策により主力を温存した消耗戦を続ける中、七日目には韓軍総大将・成恢により秦将・張唐が毒を喰らう。
十五日目、合従軍全軍による総攻撃が行われた。蒙武軍は楚軍総大将・汗明軍に対し斜陣掛けを仕掛け自らも突撃、騰軍は媧燐軍の猛攻に対し王賁・蒙恬を抜擢する。函谷関では呉鳳明の猛攻の中、張唐が桓騎と共に韓本陣を奇襲、成恢を討った後に毒で力尽きる。一方、燕軍総大将オルドは函谷関の裏を狙うも王翦軍の急襲に退却、また項翼が騰と互角の一騎打ちをする中媧燐本軍が突撃する。媧燐本軍はさらに蒙武を狙うも、蒙武は汗明を一騎討ちの末に討ち取る。だが媧燐が函谷関を陥落寸前に陥れるも、王翦の機転により函谷関を守りきり、合従軍は開戦前の位置まで退却した。
合従軍襲来 - 蕞攻防戦（30巻 - 34巻）
秦軍が勝利に浮かれる中、合従軍から李牧が姿を消す。そして、李牧率いる別動隊が南の秦国門・武関の内側の城を次々と落とし侵攻、これを察知した麃公軍は猛追を掛け、李牧の守りを破り本陣へ到達する。だが、麃公は龐煖との一騎討ちの末に討たれ、信ら残された者は咸陽へ向かった。その頃、政は自ら出陣し、咸陽を守る最後の城・蕞で信達と合流。政の檄で蕞の住民は奮い立ち、民兵となって李牧軍を迎え撃つ。
民兵達の奮戦により初日を凌ぐも、形だけの夜襲により民兵は疲弊、二日目には李牧軍の将・傅抵とカイネにより窮地に陥る。だが、飛信隊が2人を破り、さらに三日目、四日目も凌ぐ。だが、五日目には民兵が限界を迎え倒れ出し、政も深手を負う。そして李牧軍は総攻撃を掛けるも、蕞は全てを出し切り六日目も凌ぐ。だが七日目、とうとう城門が突破されるが、そこへ山の民が現れ形勢逆転する。信は龐煖に挑み、ついに深手を負わせ龐煖を退かせる。
山の民により李牧軍は撤退、合従軍は函谷関より完全撤退を余儀なくされ、斉へ攻め込んだのち解散した。また論功行賞で信は、三千人将へ昇格した。そんな中、羌瘣は仇敵・幽連の居所へ乗り込み幽連の力に圧倒されるが辛くも勝利。仇討ちを成功させ、再び飛信隊へ復帰する。

#### 屯留編【34巻 - 35巻】
成蟜の乱（34巻 - 35巻）
始皇七年、蒙驁が危篤状態となり、蒙恬と信が駆けつけた。蒙驁は2人に英雄への道を示し亡くなる。また向が政の子を出産、前線では王翦と桓騎が魏の慶都・汲を落とす。各国では李牧や春申君ら要人が合従軍敗戦の責で左遷され、政争が激化した。秦では政陣営が蕞以降勢力を拡大、成蟜の奮闘もあり呂不韋陣営との一進一退の権力争いを続けていた。
始皇八年、趙軍2万が秦北東の要衝・屯留に向け侵攻、成蟜軍三万五千は成蟜夫人・瑠衣を救うべく出陣、撃退する。だが呂不韋の後援を受けた屯留代官・蒲鶮が成蟜を投獄し、その名で反乱を起こす。そして、将軍・壁率いる四万の討伐軍が出陣し、屯留軍七万と盟平野で激突するが、屯留軍と内通している趙軍一万が側面から奇襲を仕掛け、討伐軍は窮地に陥りそうになるも、そこへ五千人隊となった飛信隊が参戦して趙軍を撃退し、屯留軍も撤退する。
その後、討伐軍は屯留を攻撃、井闌車を投入し城内へ侵入し成蟜の救出を急がせる。一方、成蟜は牢から脱獄して瑠衣を救出、蒲鶮からの逃亡を図る。だが困難と判断し、瑠衣を逃がして蒲鶮と刺し違える。飛信隊を連れて戻った瑠衣に対し、成蟜は政への協力を頼み、また信に政を託し落命。討伐軍が屯留を奪還し、反乱は終結した。

#### 著雍攻略編【35巻 - 37巻】
著雍の戦い（35巻 - 37巻）
魏要衝・著雍を奪取すべく騰率いる秦軍が侵攻、魏軍は呉鳳明が総大将となる。そこへ秦軍には玉鳳隊・飛信隊などが、魏軍には魏火龍七師の霊凰・凱孟・紫伯が増援される。呉鳳明の鉄壁の布陣に対し王賁は、録嗚未軍・玉鳳隊・飛信隊の三軍が三日目の正午に魏軍本陣に突入する策を立案、決行される。
一日目、信が凱孟と一騎討ちを繰り広げる中、河了貂が敵に拉致される。二日目、飛信隊は捕らえた凱孟の軍師と貂を人質交換し、その後で敵前線を突破する。一方、前日に敵前線を突破した玉鳳隊は紫白軍と激突するが、紫白の槍術と策略を前に敗れる。三日目、飛信隊が凱孟軍に突撃し録嗚未軍も出陣、王賁は紫白に一騎討ちを挑み、激闘の末に討ち取る。
そして、玉鳳隊と録嗚未軍は魏軍本陣に突入。そして信が霊凰を討ち取り魏軍は撤退、秦は著雍を奪取し要塞化を進める。その後の論功行賞で信と王賁は五千人将に昇格、飛信隊は八千人隊となる。

#### 毐国反乱編【37巻 - 40巻】
加冠の儀（37巻 - 40巻）
咸陽に突如太后が来訪し、嫪毐を山陽長官に強引に据える。また太原に入った嫪毐と太后は毐国の建国を宣言、更に楚が秦へ侵攻する。そして膨張を続ける毐国に、秦は手をこまねいていた。
始皇九年、とうとう成人した政は、旧都・雍で加冠の儀を執り行う。だが毐国軍三万が函谷関をすり抜け咸陽へ侵攻、これに対し飛信隊一千と蕞の兵一万が討伐に向かう。毐国軍が咸陽に突入する一方、加冠の儀を終えた雍では昌平君が呂不韋を離反し昌文君と共に毐国軍討伐に向かう。また呂不韋と政は舌鋒を交わし、呂不韋は金を操って国を治めると語る。これを受け政は、戦争を無くす為に中華を統一すると宣言、決着を咸陽の戦いに委ねる。
呂不韋一派の妨害もあり討伐軍は咸陽防衛に苦戦するも、昌平君率いる軍が敵将を討ち反乱軍は撤退、呂不韋との争いに完全勝利した。その後、毐国軍は桓騎軍により粉砕、楚軍も退却し嫪毐は咸陽で処刑される。そして、ようやく秦の実権を掌握した政は、信に15年で中華統一を成す大構想を明かす。

### 六国征覇編【41巻 - 】

#### 黒羊丘編【41巻 - 46巻】
黒羊丘の戦い（41巻 - 45巻）
楊端和率いる山の民が魏要衝・衍氏へ侵攻、陥落させる。一方楚では、考烈王が崩御し、春申君も李園に暗殺される。そして実権を握った李園は、媧燐と共に楚宰相へ就任した。始皇十年、飛信隊は桓騎軍5万と共に趙要衝・黒羊丘へ侵攻し、総大将・慶舎と離眼城主・紀彗率いる趙軍7万と対峙する。黒羊丘は密林地帯であり、そこにある5つの丘の奪取を両軍は目指す。
一日目、秦右軍・飛信隊は紀彗の副官・馬呈と劉冬の奇襲に翻弄され、秦左軍は慶舎とその副官・岳嬰に急襲され敗走するも、桓騎側近・雷土達は趙軍砦を焼き討ちする。その夜、羌瘣は劉冬に夜襲を仕掛けるも返り討ちに遭い、瀕死の重傷を負わされる結果となる。二日目、飛信隊は川辺に布陣した馬呈軍と対峙、渡河を成功させ前線を押し上げる。そして三日目には中央丘の麓に迫り、桓騎の指示を仰ぐが、桓騎は一切何もせず一日を終えた。そして四日目、慶舎自ら飛信隊に猛攻を掛けるが、慶舎を討つべく桓騎軍が乱入し、さらに紀彗自ら慶舎救出に向かったことで混戦状態となる。そして、慶舎はそこから脱出するも飛信隊に捕捉され、信は激戦の末に慶舎を討ち取り、羌瘣も手負いであった劉冬を辛くも討ち取る。
だが、紀彗は慶舎副官・金毛を説得し徹底抗戦に出て、桓騎は軍を中央丘から撤退させる。五日目、桓騎軍は集落を焼き討ちしその民を虐殺、これを知った羌瘣が冷静さを失い桓騎本陣に乗り込み、味方である桓騎兵を殺傷したことで一触即発の事態となる。一方、桓騎は紀彗に離眼での虐殺を予告し脅迫、紀彗は撤退してその隙に黒羊丘を占領し、勝利を収めた。信は羌瘣が起こした桓騎軍との刃傷沙汰が取沙汰されたことで武功取り消しとなり、その後に内地へ帰還。
幕間 - 斉趙来朝（45巻 - 46巻）
その頃、蔡沢の手引きにより斉王・王建と李牧が咸陽へ来朝。政は斉王との会談で「法」で国を治めると語り、それに感嘆した斉王は事実上の降伏宣言を告げる。そして、李牧と謁見で「七国同盟」を提案されるが空論だと一蹴、李牧は咸陽を去っていった。
そんな中、飛信隊は募兵を行い、新兵千人を増員。一方、昌文君は統一後の法の作成のために李斯を招き入れる。そして、昌平君は趙王都・邯鄲の喉元にある鄴を狙うという奇策を献言した。

#### 鄴攻略編【46巻 - 60巻】
鄴攻め - 秦趙連合軍戦（46巻 - 48巻）
始皇十一年、鄴攻略の策がついに完成し、総大将を王翦に、楊端和・桓騎を各軍の大将にした二十万超の連合軍が出陣した。さらにオルド率いる燕軍が趙へ侵攻し青歌城主・司馬尚と激突、別動隊が燕の城を落としたことで、燕軍は撤退した。秦軍が趙国門・列尾へと進軍する中、李牧は秦の狙いが鄴だと気づき、邯鄲へと急ぐ。
飛信隊と山の民により列尾を半日で陥落させたが、列尾が意図的に弱くしてあることに気付いた王翦は戦略の破綻を悟り、鄴を密かに視察。そして、列尾を放棄し全軍で攻め込み、鄴を兵糧責めにするという策を練り上げる。列尾を越えた連合軍は橑陽軍に対し楊端和軍が迎撃し、また鄴の手前の9城を落とし、難民で溢れた鄴を桓騎軍が包囲した。そして王翦軍は、李牧率いる閼与軍と朱海平原で激突した。
鄴攻め - 朱海平原の戦い(前半)（48巻 - 52巻）
一日目、蒙恬が趙右軍・紀彗軍を翻弄し、そこへ麻鉱軍が猛攻を掛ける。だが李牧自ら麻鉱を討ち麻鉱軍は崩壊寸前となるも、蒙恬はそこから麻鉱軍を立て直す。その夜蒙恬は臨時将軍に昇格し、秦左軍の将となった。
二日目、秦右軍の玉鳳隊は元藺相如十傑・趙峩龍と岳嬰の挟撃を受けるも、王賁は李牧副官・馬南慈軍に突撃し、亜光軍と挟撃を掛け大打撃を与えた。三日目、秦右軍へ合流した飛信隊は藺家十傑・尭雲と対峙し、互角以上の戦いを繰り広げる。
李牧は、鄴の兵糧が秦軍より多いと分かると長期戦を目論み、戦局は膠着。そして九日目、秦右軍はそれを打破すべく飛信隊・玉鳳隊の両隊で岳嬰を挟撃するが、尭雲・馬南慈により亜光が意識不明の重体となる。亜光救出のため玉鳳隊が離脱するも、信は岳嬰を一刀両断にする。
鄴攻め - 橑陽攻防戦（49巻 - 53巻）
一方楊端和軍は遼陽軍を相手に圧倒していたが、李牧副官・舜水樹が到着すると趙軍は橑陽城まで撤退。そして橑陽城城主・ロゾ率いる犬戎族が加勢し、膠着状態に陥る。だが二日目の夜、援軍に赴いた壁が預かる兵糧が焼かれてしまう。そして兵糧が尽きかけた八日目の夜、楊端和は明日でロゾの息子の犬戎三兄弟を討つと宣言した。
そして九日目、三軍主攻の総攻撃によりロゾの息子達を討つも、敵の反撃により軍は散り散りとなる。楊端和は執拗に狙われるが、その隙に別働隊が橑陽城を陥落させ、最終的にはロゾを壁が討ち取った。そして残存の犬戎族を従属させた楊端和は、橑陽城を接収した。敗北した舜水樹ら趙軍は、秦軍の退路を断つべく列尾へ転進する。
鄴攻め - 朱海平原の戦い(後半)（53巻 - 58巻）
一方亜光不在の秦右軍は本陣からの指示も無く兵糧も尽きかけ、絶望的な状況に陥る。そんな中で十二日目、隊長からの渾身の檄により覚醒した飛信隊・玉鳳隊は趙左軍を圧倒、大きく後退させる。だが十三日目、尭雲が玉鳳隊に奇襲を仕掛け、王賁は尭雲の右腕を粉砕するも重傷を負わされる。その夜、秦右軍では信を大将に据える決断をする一方、鄴では王翦兵により兵糧の殆どが焼失した。そして十四日目、飛信隊は決死の突撃の末に趙峩龍を討ち取る。
十五日目、李牧は鄴での一報を受け攻勢に転じ、王翦軍と激戦を繰り広げる。その間秦右軍では、王賁が尭雲を討ったことで趙左軍を突破し、李牧本軍へ挟撃を仕掛ける。一方趙軍も傅抵・馬南慈が王翦本軍に挟撃を仕掛けるが、そこへは王賁・蒙恬が駆け付ける。さらに飛信隊が金毛を討ち李牧の目前にまで迫るも、そこへ龐煖が立ちはだかる。そして信は龐煖と一騎打ちを繰り広げ、死力を出し尽くした末についに討ち取る。そして李牧は朱海平原から撤退、全軍で鄴へ向う。
鄴攻め - 李信将軍誕生（58巻 - 60巻）
王翦軍は精鋭部隊で追撃し、李牧軍はそれに幾度も足止めされる。一方鄴では兵糧不足により暴動が発生、それにより十八日目には内から城門が開き、突入した桓騎軍によって陥落する。鄴へ入城した秦軍は兵糧不足が深刻化したが、斉から兵糧を買い入れて問題は解決、更に騰軍が列尾へ進攻した。列尾を守備する趙将・扈輒は李牧が敗戦の咎で投獄・斬首になると知ると、全軍を邯鄲へ撤退させる。これにより、秦は趙王都圏南部を獲得した。
咸陽に凱旋した信は政から李姓を与えられ、「李信」と名乗る。そして論功行賞では、蒙恬や王賁と共に将軍へと昇進した。一方邯鄲では李牧の救出を目論む者により内乱状態となる中、悼襄王が毒殺される。その後太子・嘉は李牧を解放するが、悼襄王の遺言により末子・遷が次期趙王となる。李牧と嘉は遷の派閥に命を狙われ、邯鄲を脱出。その後、李牧らは嘉と別れ、司馬尚がいる青歌城へ向かった。
始皇十二年、秦では河南に隠遁する呂不韋の元に不穏な勢力が集結。これを受け政は呂不韋と対談するが状況は悪化、咸陽は処罰を下すも、呂不韋自殺の報が入る。

#### 什虎攻略編【60巻 - 62巻】
什虎城攻略戦（60巻 -61巻）
鄴攻略後、秦軍は邯鄲攻略を目指すが、その前の防衛線すら抜けずにいた。そこで昌平君は魏へ、楚の要衝・什虎を合同で落とし、その後に什虎を魏へ譲渡することで3年間の同盟を打診する。そして蒙武は什虎へ向けて進軍、それに対し亡国の残党達で構成された什虎軍が出陣し、両軍は月地平原で激突した。そこへ騰軍、項翼・白麗軍、同盟を了承した呉鳳明率いる魏軍が、次々と参戦する。
戦いは秦軍、魏軍が楚軍を挟撃するも楚軍を崩すには至らず、そこで呉鳳明は秦軍を主攻、魏軍を助攻とする。それにより秦魏軍が優勢となり、蒙武は什虎軍総大将・満羽と一騎討ちとなり、騰軍が楚軍の本陣を落としたことで勝利する。さらに、什虎城も魏軍別動隊により陥落したことで、楚軍は王都・郢へと退却していった。
羌礼の来訪 - 六大将軍復活（61巻 - 62巻）
秦魏同盟締結後、魏は韓への侵攻を開始し、秦は趙への侵攻を強める。前線では楽華軍・玉鳳軍が活躍する一方、飛信隊は劣勢が続く。そんな中、現蚩尤・羌礼が飛信隊に加入するが、加入した目的は羌瘣を殺すことであった。羌礼は果たし合いを挑み、羌瘣はその中で羌礼を闇から救いだす。
その後、羌礼は飛信隊に正式に加入し、飛信隊は再び躍進する。そして始皇十三年、秦で六大将軍が復活し、蒙武・騰ら五将が任命される。そして、六将となった王翦・楊端和・桓騎が武城・平陽の攻略を目指し出陣した。

#### 武城・平陽編【62巻 - 64巻】
武城・平陽攻略戦（62巻- 64巻）
桓騎軍八万は趙軍に猛攻を掛けるが、左軍が険地・影丘に差し掛かりほぼ壊滅、玉鳳軍もそこへ呼ばれる。更に趙軍総司令・扈輒も桓騎の元へ向かい、桓騎軍は扈輒軍二十四万と激突するも劣勢が続く。八日目、飛信隊は壊滅状態となった玉鳳軍を救出し、扈輒側近・岳白公軍と対峙、王賁の助言により影丘の断崖の攻略に出る。
九日目、飛信隊が断崖に到達し登りきる一方、右軍の雷土は敵将・龍白公を討つも捕虜となり、拷問を受け死亡。桓騎軍は右軍、中央軍共に逃亡者を多数出しながら退却を続ける中、左軍の飛信隊は岳白公本陣に向け突撃、李信は岳白公を一騎討ちの末に討ち取る。影丘を攻略した飛信隊は、扈輒本陣に向け進軍し守備隊と激突、その隙を突き、桓騎軍伏兵が扈輒本陣を急襲し、脱出した扈輒を討ち取る。
その後、数万の扈輒軍が投降するが、桓騎は彼らを皆殺しにしてしまう。それを知った嬴政は激昂し、自ら桓騎を尋問するも不問とした。一方、趙では扈輒討死を受け、郭開が李牧を呼び戻す。そして始皇十四年、秦軍は武城・平陽を陥落させるが、邯鄲の南には長城が李牧により築かれていた。

#### 趙北部攻略編【65巻 - 73巻】
秦趙宜安決戦（65巻 - 69巻）
昌平君はこれを知ると、趙北部の要衝・宜安の攻略を図り、王翦軍・桓騎軍には長城を迂回し北上させ、また秦北東部で二十一万の大軍を興し、両軍の元へ向かわせる。そして王翦軍は宜安の途上にある閼与を攻略するが、その際に多くの犠牲を出し離脱する。一方、秦北東部軍は趙軍の奇襲により多くが敗走するも、風范率いる五万が桓騎軍に合流する。
そして桓騎率いる秦軍十四万は宜安に向け東進、赤麗を奪取するが、宜司平野で情報封鎖で隠されていた李牧率いる趙軍三十一万に包囲攻撃を受ける。これを打破すべく、右翼の飛信隊は左翼の楽華軍の元へ移り共闘し、包囲からの脱出を図る。そして両軍は青歌軍と激突、激戦の末に飛信隊は黒飛藨指揮官・岳雷を失うが、包囲を突破する。一方、桓騎は未知の陣形を築いて時間を稼ぎ、闇夜に紛れて包囲から脱出した。包囲から脱出した飛信隊と楽華軍は桓騎軍の別働隊と合流し、夜明けに桓騎軍の井闌車を用いて宜安城を攻略、そこへ桓騎が入城する。
一方、赤麗には包囲から脱出した壁を含め多くの兵が入城するも赤麗住民によって井戸水に盛られた毒でほぼ全滅、赤麗を取り戻した趙軍は宜安に向け進軍する。だが既に秦軍は居らず、その行先が肥下だと判断した趙軍はそこへ急ぐが、桓騎軍はその隙をついて李牧本隊に奇襲を掛ける。さらに楽華・飛信隊は李牧救援に向かう軍を足止めを図り、桓騎軍は李牧を幾度も追い詰めるもわずかに及ばず、李牧の元に援軍が届く。それにより形勢が逆転、桓騎軍は趙軍に包囲され、楽華軍・飛信隊も脱出に動く。桓騎軍は李牧と刺し違えるべく突撃するも、あと一歩及ばず全滅、桓騎は討死する。楽華軍・飛信隊らは趙北部からの脱出に成功した。
幕間 - 韓非子招聘（69巻 - 70巻）
六将の一角を失う大敗北を喫した秦国。帰還した李信の元に嬴政が訪れ、彼から騰達とともに韓への使節団の護衛として同行を命じられる。使節団の目的は、韓の王族で法家の韓非子の招聘であった。韓の首都・新鄭に赴いた信の前に兵士に変装していた韓非子が接触し、彼に「人の本質とは何か」と問い掛けた。後に謁見の場で姿を見せた韓非子が再び同じ問いを掛けると、李信は「人の本質は火」と答え、その理由を聞いて嬴政に関心を抱いた韓非子は秦への招聘を承諾し、咸陽に招かれる。だが、李斯の間諜である姚賈が報告で咸陽に帰国した時に韓非子とすれ違い、韓非子が韓の諜報機関の者と知る姚賈はすぐに李斯に報告し、臨検で韓非子達の諜報活動が明るみとなって彼らを拘束。また、姚賈は自身の正体を知っている韓非子に毒薬を渡して自害させる。
一方、李信は漂の死以来の城戸村へ帰郷し、尾平の結婚式を飛信隊とともに祝い、下僕時代を知る村の面々との再会を喜ぶ。その際、李信は羌瘣に中華統一の戦争を終えたら結婚してほしいと告白する。
秦趙番吾決戦（70巻 - 73巻）
始皇十五年、秦国は再び大軍を起こして第二次趙北部攻略戦を開始する。飛信隊は八千を率いて出陣し、太原で秦北東部軍二十万と合流すると秦北東部軍から兵を分け与えられて飛信隊は三万の軍となる。飛信隊と秦北東部軍は早々に狼孟城を落とし、そのまま進軍して王翦軍本隊と合流。楊端和軍・玉鳳軍とも合流し、最初に行われた軍議で王翦は攻略目標を宜安から番吾に変更することを告げ、総勢二十五万の大軍で番吾に向けて進軍。一方、李牧も王翦の狙いを読み、王翦達を迎え撃つべく新たに三大天となった司馬尚ら青歌軍を含む総勢三十万の大軍を率いて出陣し、番吾手前の頭佐平原で両軍対峙する。一方、番吾で一年以上も過酷な労働を強いられていた壁達も、戦いに乗じて脱出を図るために行動を起こそうとする。
緒戦から秦軍右翼の飛信隊が趙軍左翼と交戦し、秦軍左翼の楊端和軍も趙軍右翼と交戦。中央も亜光軍が敵と衝突しようとしたところに右側から李牧が現れ、亜光が標的を李牧に変更して突撃。李牧はすぐに撤収するが、李信達も李牧の出現を知ると、彼を討つべく追跡する。しかし、李牧の目的は最も危険視している李信を戦局から外すことであり、その隙に青歌軍が王翦軍本隊に進攻を開始する。司馬尚率いる青歌軍の想像以上の力の前に王翦軍は押されて行き、ついには王翦の目の前まで迫り、王翦は敗北を悟って撤退を決断し、亜光、田里弥などの側近含む多くの配下を失う大敗北を喫する。一方、番吾にいる壁達は脱走に成功するもすぐに包囲されて絶体絶命の危機に瀕するが、助けに来た山の民のキタリ達によって救出される。

#### 韓攻略編【73巻 -】
韓攻略戦 - 三つの柱（73巻 - 74巻）
宜安に続き番吾でも大敗北を喫した秦国は窮地に立たされてしまい、もはや中華統一は不可能となりつつあったが、昌平君はその事態を打開する方法として、起死回生の“三つの柱”を献策する。その一つ目として「秦全土の領民の戸籍を作ること」。二度の大戦で失った兵力を補うべく、朝廷が認知していない小さな村々や流民達の無国籍地帯などにいる秦領内のすべての領民の戸籍を作り、それによって増えた人口から徴兵することを目的とした。二つ目として、「軍の編成改革を行うこと」。有力な将軍となった李信、王賁、蒙恬の位を大将軍一歩手前まで引き上げて軍容を増大させ、彼らに重要な役目と責任を担わせようとする。そして、三つ目は七雄の一角である「韓を滅ぼすこと」。李信は韓侵攻に抜擢され、王賁と蒙恬は他国からの援軍を阻止するための要所での防衛を任される。
昌平君達はすぐに文官達を総動員させて秦全土の領民の戸籍作りに奔走し、膨大な労力と資金を浪費し、少なくない犠牲を出しながらも始皇十六年に全ての戸籍作りが完了し、第一の柱を成し遂げる。すぐに第二の柱である軍の編成を開始し、増えた人口から徴兵して先の大戦で失った兵力以上の増員に成功する。その後、ついに韓攻略に動き出し、始めに玉鳳軍は黄河を渡って魏国の洛紫を占拠して魏に備え、楽華軍は鄴と橑陽の中間にある黄都に駐屯して趙に備えた。そして、各国が秦国の動向に注目する中、飛信隊六万と騰軍十万が韓へ侵攻を開始。最初の要所である南陽を韓の将軍・博王谷に放棄させたことで、無血開城での入城に成功する。
南陽へ入城した騰と李信だったが、残された南陽の民は侵略者の秦軍を恐れたり敵愾心を抱くなど、油断できない状況だった。騰は新鄭攻略を見据えて秦兵に南陽での狼藉を固く禁じ、元南陽城主の龍安と朝廷から派遣された長官の剛京ともに南陽の統治を行い、李信にも住民との交流を頼まれる。だが、交流の場でかつて秦兵に娘と孫を惨殺された老人が李信を刺そうとして李信はそれを防ぐが、李信は老人の凶行を咎めず憎む気持ちを理解して許すことにした。その一件から徐々に南陽市民達との蟠りが改善するようになり、騰と李信は新鄭攻略に向けて増員した新兵達の練兵に励むのだった。
韓攻略戦 - 新鄭攻略戦（75巻 - ）
南陽に駐留してから半年後の始皇十七年、ついに騰と李信達は南陽から出陣して新鄭攻略に動き出す。新鄭では秦軍を迎え撃つべく大軍を動員するが、乱暴狼藉や虐殺がまったく起こらず韓人と秦人がともに共存している南陽の様子を知った南陽周辺の城主達が兵を出し惜しみして想定よりも集まらなかったものの、韓の英傑である洛亜完・博王谷は十九万の大軍勢を率いて出陣し、英呈平原で両軍が激突する。一方、寧は南陽からの使者から騰が会いたがっていることを教えられ、密かに新鄭を出て戦場近くの森の中で騰と対面する。寧は和平交渉をすると思っていたが、騰から新鄭の無血開城を求められる。寧は断固拒否して徹底抗戦の意志を見せるも、騰によって戦場の近くに連れて来られ、初めて戦場の惨状を目の当たりにし、騰からこの光景が新鄭で起こさないために無血開城の決断を促される。騰はそのまま戦場へ駆けて行き、寧はしばらく見届けた後に新鄭へ戻っていく。
新鄭攻略に向けて短期決戦を目指す秦軍だったが、韓軍もその目論見を見抜いて戦術を巡らせて苦しませるが、李信が博王谷を一騎打ちの末に討ち取ったことで戦況が秦軍に傾き、洛亜完も騰軍の予想を上回る強さによって不利を悟り、退却を決断したことで初日は秦軍が大勝する。翌日、東砂平原で第二戦が開戦すると、羌瘣軍の猛攻によって勢いを得た秦軍の攻勢で韓軍に再び大勝し、洛亜完は立て直しが不可能となって新鄭へ退却する。
二度に渡る大敗を喫した韓は、国家滅亡が現実味を帯びたことで朝廷では大荒れとなり、韓軍の敗戦の報せを知った民衆も新鄭から脱出しようと暴動を起こしてしまう。張宰相は、鎮静化のために新鄭の治安維持軍長官・夏侯龍に強権を与えるが、夏侯龍はその強権を振るって新鄭から逃げようとする者を捕らえては処刑して見せしめにし、さらに新鄭にいる五歳以上の者全員を民兵とする強制徴兵令を発するなど暴走を始める。

## 年表
この項では「キングダム」における史実、またはそれを元にした架空の出来事を、年表形式に記載する。
作中では西暦と「始皇何年」という始皇帝（嬴政）即位以後（紀元前246年以後）の年数を記したものが使われているが、ここでは西暦を基準とする。

### 嬴政即位以前【- 紀元前247年】
紀元前771年
- 周が申候に破れ（申候の乱）、春秋時代が始まる[9]。

- 襄公が秦公を名乗る[10]。

紀元前659年
- 穆公が即位し、勢力を伸ばす[10]。

紀元前451年
- 趙・魏・韓の3氏、晋の地を三分する[11]。

紀元前403年
- 趙・魏・韓、自立し諸侯として承認（三晋）[11]。
- この時または紀元前451年に戦国時代始まる[10]。

紀元前359年
- 秦丞相・商鞅、什伍の制を含む新法を公布、国内の改革を開始（第一次変法）[11]。

紀元前350年
- 秦、雍から咸陽へ遷都[11]。

紀元前307年
- 趙王・武霊王、胡服騎射を導入し中華で最初に騎馬隊を創設[12]。

紀元前306年
- この頃、昭王（昭襄王）即位[11]。

紀元前284年
- 燕将・楽毅、斉へ燕・秦・趙・魏・韓の合従軍を率いて侵攻、斉軍を破り即墨・莒を残す全ての城を落とす（済西の戦い）[11][13]。

紀元前280年
- 燕の昭王死去。楽毅、趙へ亡命[11]。
- 斉将・田単、合従軍に奪われた70余城を奪還（即墨の戦い）[11]。

紀元前262年
- 呂不韋、子楚と接触[10]。
- 元韓の地・上党をめぐり秦は白起、趙は廉頗を総大将に長平で激突（長平の戦い）[14]。

紀元前261年
- 羌象生まれる。
- 子楚の子嬴政生まれる。
- 王賁、蒙恬生まれる。

紀元前260年
- 趙王は総大将を趙括に変更するが、趙括は討死し敗北。白起は趙兵40万人を生き埋めにする[14][15]。
- この頃信生まれる。

紀元前259年
- この頃、羌瘣生まれる。

紀元前257年
- 子楚、呂不韋の計らいで邯鄲を脱出し秦へ帰国。

紀元前256年
- 摎、韓を討ち陽城、負黍を取る。

紀元前255年
- 蔡沢、范雎との舌戦の末に丞相の席を譲り受ける。
- この頃、李牧と龐煖出会う。

紀元前254年
- 摎、魏を討ち呉城を取る。
- 韓と魏、秦に服従。

紀元前253年
- 紫伯の婚約者・紫季歌が太呂慈に嫁がされ、太呂慈に斬殺される。激怒した紫伯は太呂慈・晶仙・馬統を討ち、紫伯・凱孟・霊凰は投獄される。
- 摎、馬陽を攻めるもその先で龐煖に討たれ、龐煖も王騎に敗れる。

紀元前251年
- 昭王死去。
- 嬴政、紫夏らの助けで邯鄲を脱出し秦に帰国。

紀元前250年
- 孝文王（安国君）即位、子楚が太子となる。
- 孝文王、即位3日後に死去。
- 荘襄王（子楚）即位、呂不韋が丞相となる。
- 蒙驁、韓を討ちその城を取る。

紀元前247年
- 荘襄王死去、嬴政が13歳で即位。
- 呂不韋、政に代わり執権。

### 嬴政即位以後【紀元前246年 - 紀元前238年】

#### 王都奪還編【1巻 - 5巻】
紀元前246年（始皇元年）
- この頃、蚩尤族で祭が勃発、羌象が謀殺され幽連が蚩尤となり、羌瘣が出奔する。

紀元前245年（始皇二年）
- 呂不韋、魏へ侵攻し城を包囲する。
- 昌文君、漂を召し抱え嬴政の影武者とする。
- 王弟・成蟜と左丞相・竭氏が反乱を起こし、漂は殺され嬴政は玉座を追われるも、その先で信と出会う。
  - 嬴政、山の王・楊端和らを味方に付け反乱を鎮圧する。

#### 蛇甘平原編【5巻 - 7巻】
- 廉頗、悼襄王による更迭を拒否、楽乗を破り魏へ亡命する。
- 麃公、秦軍15万を率いて魏へ侵攻、呉慶率いる魏軍15万と蛇甘平原で激突。
  - 麃公、呉慶を討ち3万の首級をあげるも滎陽奪取はならず帰国、信は黄離弦・麻鬼を討った功により百人将へ昇格。

#### 刺客急襲編【8巻 - 10巻】
- 嬴政暗殺未遂事件が起こる。
  - 首謀者・呂不韋は不問となり、大王陣営は肆氏ら竭氏残党を吸収。
- 河了貂、軍師学校に入学。信は王騎に修行を乞う。

#### 馬陽編【11巻 - 16巻】
紀元前244年（始皇三年）
- 李牧、趙軍13万を率いて匈奴軍20万を撃破、匈奴軍を10万以上討ち取る。
- 2月、蒙驁が秦軍20万を率いて韓へ侵攻、1ヶ月で11の城を落とす。
- 龐煖、趙軍12万を率いて秦へ侵攻、馬央を落とし馬陽を包囲、3月、王騎率いる秦軍10万と乾原で激突。
  - 一日目、信が特殊百人隊「飛信隊」を率いて馮忌を討つ。
  - 四日目、蒙武が総攻撃を掛け趙軍は山間部へ撤退、龐煖と万極が夜襲を掛ける。
  - 五日目、李牧率いる趙軍4万が参戦し王騎が討死、その後信は武功により三百人将へ昇格。

#### 山陽編【17巻 - 24巻】
紀元前243年（始皇四年）
- 李牧、趙軍を率いて燕へ侵攻、武遂・方城を落とす。
- 呂不韋の謀略により趙宰相・李牧が来秦、趙は韓皋を秦に引き渡し秦趙同盟が締結。

紀元前242年（始皇五年）
- 後宮、大王陣営への助力を反故にし、太后の密通相手・呂不韋へ味方する。
- 蒙驁、秦軍20万強を率いて魏・山陽へ侵攻、廉頗率いる魏軍14万と流伊平野で激突。信・王賁・蒙恬は臨時千人将となり参戦 
  - 一日目、玄峰の策により秦先鋒隊敗北。
  - 四日目、桓騎、玄峰を討つ。
  - 六日目、信が輪虎を、桓騎が総大将・白亀西を討ち和睦、秦軍は勝利し山陽を獲得。後に信は論功行賞で千人将へ昇格。
- 飛信隊、羌瘣が一時離脱し軍師・河了貂が加入、その後対楚前線へ送られるも項翼・白麗と小競合いを起こす。
  - 楚前線から撤収中、徐国の少年・秀と遭遇。信が徐国を攻めていた韓将・馬関を討ち取る。
  - 信と河了貂、徐国から出発した後、李牧の密会現場に遭遇。
- 秦、山陽を東郡と定める。
- 龐煖、趙軍10万強を率いて燕へ侵攻し劇辛率いる10万強と激突、劇辛を討ち燕兵2万を捕虜にする。
- 呂不韋、嫪毐を太后の元へ送り込み、相国に就任。
- 嬴政、成蟜一派と共闘、右丞相に昌平君、左丞相に昌文君が就任。

#### 合従軍編【25巻 - 34巻】
紀元前241年（始皇六年）
- 宮女・向、嬴政の子を懐妊。
- 春申君、楚・魏・趙・燕・韓・斉の合従軍を率いて秦へ侵攻、秦は蔡沢により斉を離脱させ、函谷関で迎撃。
  - 一日目、信が万極を、騰が楚軍第一将・臨武君を討つ。
  - 二日目以降、合従軍は主力温存・消耗戦へ移行。
  - 七日目、韓軍総大将・成恢、張唐に向け毒兵器投入。
  - 十五日目、合従軍総攻撃、張唐が成恢を討った後戦死。蒙武、楚軍総大将・汗明を討つ。媧燐、函谷関の裏を取るも王翦により失敗。燕軍を除く合従軍、開戦前の位置まで退却。
- 龐煖・李牧、別動隊4万を率いて侵攻、追撃した麃公を討つ。嬴政、蕞で民間人を率いて迎撃。
  - 一日目、別動隊が蕞の四方より攻撃、見せかけの夜襲を行う。
  - 五日目、嬴政が負傷しその存在が発覚、総攻撃を受ける。
  - 七日目、別動隊が城内へ侵入、山の民の援軍により別動隊撤退。
- 合従軍、函谷関より完全撤退し斉へ侵攻、饒安まで落とし解散。信は論功行賞で三千人将へ昇格。
- 羌瘣、羌象の仇・幽連を討ち帰還、その後千人将となる。
- この頃楚、陳から郢へ遷都。

#### 王弟謀反編【34巻 - 35巻】
紀元前240年（始皇七年）
- 蒙驁死去。
- 向、嬴政の長女・麗を出産。この時までに嬴政の長男・扶蘇が生まれる。
- 王翦・桓騎、魏の城である慶都・汲を落とす。
- 合従軍参加国、李牧・春申君らが敗戦の責で遠ざけられ、政争が激化。

紀元前239年（始皇八年）
- 屯留代官・蒲鶮が成蟜を祭り上げ反乱を起こす（成蟜の乱）。
  - 壁軍・飛信隊が反乱を鎮圧し、成蟜・蒲鶮は討死。

#### 著雍編【35巻 - 37巻】
- 騰率いる秦軍が魏要衝・著雍に侵攻、呉鳳明率いる魏軍が迎撃する。
  - 三日目、王賁が紫伯を討ち取り、羌瘣により魏軍本陣は陥落。信が霊凰を討ち取り魏軍は撤退、秦は著雍を獲得し要塞化を進める。
- 嫪毐が山陽長官に就任し、太原の地で毐国の建国を宣言。
- 媧燐率いる楚軍が秦へ侵攻、蒙武率いる秦軍が迎撃する。
- 著雍戦の論功行賞で、騰が大将軍、王賁と信が五千人将、羌瘣が三千人将に昇格する。

#### 毐国動乱編【38巻 - 40巻】
紀元前238年（始皇九年）
- 嬴政は旧都・雍にて帯剣、加冠する。だが玉璽の複製を用いた嫪毐率いる毐国軍3万が咸陽へ侵攻、飛信隊1千、蕞の兵1万と激突する。
  - 呂不韋から離反した昌平君と昌文君率いる軍が敵将を討ち毐国軍は撤退、楚軍も退却し嫪毐は車裂きとなり、関係した四千家の人間も蜀の地へ流される。そして嬴政は秦の実権を掌握した。

### 嬴政加冠以後【紀元前238年 -】

#### 黒羊編【41巻 - 46巻】
紀元前238年（始皇九年）
- 楊端和率いる山の民軍が魏要衝・衍氏を急襲、陥落させる。
- 楚王・考烈王、崩御。春申君、李園により暗殺。李園と媧燐が宰相となる。

紀元前237年（始皇十年）
- 桓騎率いる秦軍5万8千が趙要衝・黒羊丘へ侵攻、慶舎率いる趙軍7万が迎撃する。
  - 信が慶舎を討ち取るも、参戦していた離眼城主・紀彗が総大将代行。しかし、桓騎の非道な策略で紀彗軍は撤退し、他の趙軍も撤退したことで黒羊丘を占領。
  - 羌瘣が桓騎軍の兵士を殺傷したことで、信の功績と相殺する形で昇進は取り消し。

#### 鄴編【46巻 - 60巻】
紀元前236年（始皇十一年）
- 王翦・桓騎・楊端和からなる連合軍が趙要衝・鄴へ侵攻する。
  - 山の民軍と壁軍、犬戎族のロゾ一族を討伐し、橑陽城を制圧。朱海平原で、王賁が「藺家十傑」の尭雲を討ち、信が「藺家十傑」の趙峩龍と三大天・龐煖を討ち取る。兵糧攻めで鄴を陥落させ、趙王都圏南部を獲得。
- 趙王・悼襄王、毒殺。末子遷（幽繆王）が趙王に即位。
  - 李牧と太子嘉、命を狙われて邯鄲を脱出。法紹に逃げ延びた後、李牧は青歌へ向かう。
- 鄴攻略の論功行賞で、信・王賁・蒙恬が将軍に昇格する。
  - 信が姓を与えられて李信と名乗る。

紀元前235年（始皇十二年）
- 政権奪取の噂が囁かれた呂不韋、服毒自殺。
  - 実際に死んだのは影武者で、当人は秘かに脱出する。

#### 什虎編【60巻 - 62巻】
紀元前235年（始皇十二年）
- 蒙武・騰が楚北部の什虎へ侵攻する。
  - 魏と3年間の同盟を組み、魏軍とともに月地平原で什虎軍と戦っている隙に、魏軍別動隊が什虎城を陥落。
- 新・蚩尤の羌礼が飛信隊に現れる。
  - 羌瘣との果し合いの末、正気に戻った羌礼は飛信隊に加わる。

紀元前234年（始皇十三年）
- 六大将軍、復活。
  - 蒙武・騰・王翦・楊端和・桓騎が六大将軍に任命。残りの一将は空席。

#### 武城・平陽編【62巻 - 64巻】
紀元前234年（始皇十三年）
- 桓騎軍、平陽で扈輒軍と対峙。
  - 玉鳳軍・飛信隊も加わり、影丘で玉鳳軍が壊滅的被害を受けるも、李信が岳白公を討つ。桓騎軍幹部の雷土が龍白公を討つも捕らわれ、拷問の末に惨殺。桓騎が奇襲で扈輒を討ち取るも、報復で捕虜数万を処刑する。
  - 捕虜虐殺という暴挙に、嬴政自ら兵を率いて桓騎のもとを訪れて尋問。桓騎軍幹部の摩論の弁明と戦いの功績で不問となる。

紀元前233年（始皇十四年）
- 王翦軍・桓騎軍、それぞれ武城・平陽を落とし、北上して閼与も陥落。
  - 閼与で扈輒軍の残党・虎白公と竜布が打って出て桓騎を狙うも、竜布は李信に討たれ、虎白公は撤退。

#### 趙北部攻略編【65巻 - 73巻】
紀元前233年（始皇十四年）
- 桓騎・楊端和ら連合軍、降伏した赤麗を占領して宜安に向けて進軍し、宜司平野で李牧軍と対峙。
  - 李牧の情報封鎖によって多勢無勢となったことで秦軍が大敗。飛信隊の岳雷、討死。
  - 戦場を離脱した飛信隊と楽華軍、一部の桓騎軍とともに宜安を落とし、桓騎達とも合流。壁、赤麗に撤退するも井戸水に毒を盛られたことで倒れ、捕虜となる。
  - 肥下で桓騎が李牧を奇襲するも失敗し、桓騎討死。摩論以外の桓騎軍幹部が討死にし、桓騎軍壊滅。趙軍も上和龍、虎白公など討死。飛信隊ら残軍も王翦軍と合流して脱出。
- 韓の王族で法家の韓非を秦が招聘するために使節団を派遣。
  - 咸陽に招かれた韓非達だったが、李斯の間諜・姚賈によって正体が露見して、諜報活動が明るみになって捕らわれ、姚賈に渡された毒を飲んで韓非自害。

紀元前232年（始皇十五年）
- 王翦・楊端和ら連合軍、番吾に向けて進軍し、頭佐平原で李牧・司馬尚ら青歌の連合軍と対峙。
  - 青歌軍の猛攻で王翦軍本隊が敗走して秦軍が大敗。王翦側近の亜光、田里弥が戦死。青歌軍もジ・アガが討死。
  - 番吾に囚われていた壁は脱走を図り、救出に来た山の民達によって助けられる。

#### 韓攻略編【73巻 - 】
紀元前232年（始皇十五年）
- 昌平君が"三つの柱"を献策し、その一つ目の柱として秦全土の領民の戸籍作りを開始する。

紀元前231年（始皇十六年）
- 秦全領民の戸籍作りが完了。
  - 二つ目の柱として増えた人口から徴兵を開始し、軍の編成を行う。
- 騰・李信ら連合軍、三つ目の柱として韓攻略のため、南陽に向けて進軍。
  - 趙・魏からの援軍阻止のため、玉鳳軍は洛紫に、楽華軍は黄都に駐屯し防衛に就く。
  - 南陽の守将・博王谷が、南陽を放棄して新鄭へ撤退。南陽は無血開城により秦軍が占拠。南陽を統治しつつ、新兵の練兵に励む。

紀元前230年（始皇十七年）
- 騰・李信ら連合軍、新鄭に向けて出陣。
  - 洛亜完・博王谷ら韓軍も迎撃で出陣し、英呈平原で対峙。
  - 韓公主・寧が密かにわずかな供とともに新鄭を出て、英呈平原の戦場近くの森で騰と対面。
  - 李信、一騎打ちの末に博王谷を討ち取り、洛亜完は不利を悟って英呈平原から退却し、初日は秦軍が勝利。翌日、東砂平原で再び対峙するが、秦軍の猛攻により韓軍は半数を失い、新鄭へ退却。
  - 新鄭では、敗戦の報せを受けて治安維持軍長官・夏侯龍が強制徴兵令を発し、五歳以上のすべての住民を民兵として動員される。

## 登場人物
本作の主要登場人物は史記に登場する実在の人物がモデルとなっている。史記にてしばしば悪役として描かれる始皇帝について、原は執筆を「始める前には始皇帝が悪いイメージの人だった」と語っている。しかし史記の研究本を読み、違う見方を見出した。
原は史実を捻じ曲げないよう気を付けているが、史実に記載がないものを予想で描く際、例えば羌瘣を女性キャラとして描いているが「『史記』に男とは書いてないよね」というスタンスだとインタビューで語った。
原はキャラクターへの感情移入が大きいことで知られる。2016年10月30日放送の「情熱大陸」では、尾平の「みんなあいつと一緒に命かけて戦いてぇんだ」（479話「尾平の叫び」）を描く際、何度も眼鏡をとり涙を拭きながら描いていたシーンはファンの共感を得た。
信→李信（しん→りしん）
声 - 森田成一 / 演 - 山崎賢人
主人公。戦争孤児で下僕の出ながらも漂と共に「天下の大将軍」を目指す。漂の死を経て政と出会い、王都奪還に尽力。その後初陣での活躍で飛信隊が結成。隊を率いて数々の戦で武功を重ね、大将軍への道を駆け上がる。
漂（ひょう）
声 - 福山潤 / 演 - 吉沢亮
信の親友であり、信と共に「天下の大将軍」を目指し修業を重ねる。そんな中政の影武者という大任をこなすも深手を負う。死の間際、信に二人の夢を託し政と引き合わせる。
嬴政（えいせい）
声 - 福山潤 / 演 - 吉沢亮
第31代秦王にしてのちの始皇帝。戦乱の世を終わらせるべく中華の統一を志し、王弟に奪われた玉座の奪還、そして呂不韋から実権を取り戻すべく政権争いを繰り広げる。
河了貂（かりょうてん）
声 - 釘宮理恵 / 演 - 橋本環奈
山民族・梟鳴の末裔。信や政と出会い、共に行動をする内に仲間となる。そして彼らと同じ所に立つべく軍師となり、飛信隊の軍師として活躍する。
羌瘣（きょうかい）
声 - 日笠陽子 / 演 - 清野菜名
伝説の刺客一族・蚩尤の一員。姉同然の羌象を殺され、その仇をとるべく旅をする。その最中に出た戦で信と出会い、その後飛信隊の副長として武功を重ねる。
王騎（おうき）
声 - 小山力也 / 演 - 大沢たかお
かつて昭王の元、六大将軍として数多の戦場で猛威を振るった。昭王の死後引退するが、政に王の器を見て再び戦場に復帰する。彼の存在は、信を始め多くの者に影響を与えた。
李牧（りぼく）
声 - 森川智之 / 演 - 小栗旬
趙の新三大天として王騎などを討った軍略家。その翌年には宰相も就任し、国の重要な案件にも携わる。李牧は趙を守る為中華統一を目指す秦の最大の障壁として立ち塞がる。
呂不韋（りょふい）
声 - 玄田哲章 / 演 - 佐藤浩市
元は一介の商人ながら、その財力と頭脳で秦の丞相、そして相国まで登り詰めた男。秦の実権を握り、政の前に立ち塞がる。
王賁（おうほん）
声 - 細谷佳正
玉鳳隊を率い、優れた槍術と軍略の才で武功を重ね、大将軍を目指す。王家の嫡男でありプライドが高く、度々信と衝突する。
蒙恬（もうてん）
声 - 野島裕史
蒙驁の孫で蒙武の息子。飄々とした性格だが楽華隊の隊長としてその優れた軍略の才で活躍し、武功を重ねる。

## 地理

### 戦国七雄
周王朝衰退後の五百年におよぶ動乱を経て生き残った秦・魏・趙・楚・燕・斉・韓の七か国を指す。ただし山奥などの僻地には、これらのいずれにも属さない極めて小規模な国（徐など）も残っている。

#### 秦（しん）
中華西端の大国。首都は咸陽。昭王の代に六大将軍の働きによって大きくその勢力を伸ばした、七国中でも一、二を争う強国。その強大振りから、一時期は「西帝」とよばれた程である。作中でも天下統一を狙い活発な軍事活動を続けてはいるが、昭王時代よりも武威には陰りが見える。荘襄王の代に丞相となった呂不韋が国の実権を握っており、大王派との間で政争が続いていたが、嬴政の加冠の儀の際における政変により、大王派が実権を取り戻している。歩兵における什伍の制度に代表されるように、七国中最も論功行賞の制度が確立されている。
後宮（こうきゅう）
秦において三千人を超える宮女と宦官から成る城で、宮女のほとんどが名家の出であることから、それらを束ねたならば絶大な力を要するとされる。呂不韋でさえ手を出しあぐねる強大な勢力であり、政陣営と呂氏陣営の争いにも不干渉を貫いていた。しかし、実際は長の太后が呂不韋と手を結んでおり、裏から支援していた。
三大宮家（さんだいみやけ）
太后の下で後宮を仕切る三侍女の後ろ盾となっている実力者。氾家、介家、了家の三氏。
宦官(かんがん)
去勢した官吏。男子禁制の後宮で唯一出入りが認められている男性の官吏であり、一様に縦に開いた覆面を被っている。

#### 魏（ぎ）
中華の中央部に位置する国。首都は大粱。天下統一を狙う秦にとって中原進出の障害となっており、当面の標的国である。軍事力は秦に劣るものの、趙・韓と連携することで対抗している。生真面目な国民性で、兵も命令に忠実で粘り強い。中華最強を自負する装甲戦車隊を持ち、原野戦を得意とする。

#### 趙（ちょう）
中華の中央北部に位置する国。首都は邯鄲。仇敵の間柄である西の秦・東の燕に挟まれており、特に秦に対しては長平の戦い以降、根深い恨みを抱えている。かつての軍の要であった三大天が潰えて転換期を迎えたものの、新たに三大天に任命された李牧が、宰相としても国の中枢を担う。武霊王以来の伝統を誇る騎馬隊が精強。

#### 楚（そ）
中華南部に位置する、領土が中華全土のおよそ半分にもおよぶ大国。首都は陳。秦と並んで二大強国に数えられる。その国土の広大さから兵の動員力は七国の中で最大。しかし東西に延び切った長大過ぎる防衛線により燕を除いた五カ国に備えなければならないため、他国への侵攻には慎重な構えを取っている。製鉄技術の先進国としても知られる。

#### 燕（えん）
中華の東北部に位置する辺境国。他国にあまり情報が流れておらず、未知の部分が多い。様々な異民族と交流があり、彼らによって構成された特殊な部隊を擁する。

#### 斉（せい）
中華の東部に位置する国。かつては「東帝」と呼ばれる程の全盛期を誇ったが、燕の楽毅を始めとした合従軍に撃ち破られ衰退した。しかし衰退してなお列国から「東の大国」として畏怖されている。

#### 韓（かん）
中華の中央部に位置する、七国中最も領土が小さく軍も弱い小国。首都は新鄭。西の秦からの侵攻を受けているが、その立地的重要性から趙・魏の援軍を受けることで、秦軍を退けている。

#### その他の勢力
毐（あい）
大后の指示により、嫪毐の元に造られた国家。太原一帯を治める。紀元前238年に建国を宣言、宦官・趙高の手腕により独立国家としての体を形作り成長するも、咸陽攻略に失敗し嫪毐が処刑され滅亡する。
徐（じょ）
趙・魏・楚が隣接する国境地帯にある小さな国家。城一つ分だけの領土しかないが、趙・魏・楚の三国にあらゆる情報を流して生業としている。その存在は宰相以上の地位の者にしか知られていない。

### 異民族
山の民（やまのたみ）
秦よりさらに西にある深い山々に住む民族の総称。幾多の民族に分かれており、それらの盟主となった者を平地の人々は「山の王」と呼ぶ。民族ごとにデザインの違う面を被り、腰布を巻きつけただけといった簡易的な格好ではあるが、断崖絶壁を利用した城を築くなど、その技術力は非常に高い。かつての秦王・穆公は彼らと盟を結んでいたが、穆公亡き後一方的な盟の断絶を受けて山に追いやられた。これ以降、秦国に根深い恨みを抱いていたが、穆公にだけは現在でも敬意を払っている。のちに秦王・嬴政と山の王・楊端和との間に盟を結ぶこととなり、蕞の戦いで救援に来たことで確かな同盟関係となり、秦国の一大勢力となる。
馬酒兵（ましゅへい）
山の民の部隊。穆公と盟を結び、その後秦国と晋の戦争で秦に援軍として現れた山の民のことを指す。名前の由来は、穆公の軍馬を勝手に殺して食らった際、馬に合う酒を振る舞われた恩を返すために援軍として訪れたことから。わずか三百人の戦士で数千もの兵を蹴散らし、さらには敵本陣の晋王を捕えてしまうほどの高い戦闘能力を持つものの、その戦い方は味方された秦兵ですら背筋を凍らすほどに凄惨であったという。
北の騎馬民族（きたのきばみんぞく）
中華の北に住む民族であり、山民族のようにいくつかの民族に分かれている。山の民ですら桁違いと評する戦闘民族であり、彼らと国境を面する秦・趙・燕は長城を築いて防御に徹している。現在判明している民族は「月氏」「匈奴」「東湖」の三つ。
犬戎（けんじゅう）
物語開始より約五百年前に君臨していた周王朝を滅ぼしたと伝えられる騎馬民族。周王朝を滅ぼした後中華への定住に失敗し、大半は北へと流れて「匈奴」に変貌したとされる。一部は太行山脈を縄張りとして中華に残り、趙国建国後橑陽の地と城を与えられ実質治外法権の領域となっている。ロゾ一族による恐怖政治が行われていたが端和率いる山民族軍との戦いでロゾ一族は全滅し、端和に吸収された。燕国の劇辛軍の主力を担う「毒犬」部隊もこの一族の者たちで構成されている。橑陽に住む一族は犬を模した鎧と長刀の様な武器を使い、毒犬部隊は重装とランスの様な武器を使う。
百越
中華の南にある国々の総称である。

## 用語

### 部隊・称号
飛信隊（ひしんたい）
初陣での戦果で信が百人将となった時に発足した特殊部隊で、発足初戦の馬陽戦において王騎から「飛信隊」の名を授かる。
発足当初は一癖も二癖もある荒くれの百姓を中心とした特殊百人隊で、渕、羌瘣の2人を副長としていた。百姓ゆえに軍装も充分に整わぬばかりか、騎馬や弓に長けた配下など皆無に等しく、剣と槍に頼った白兵戦で戦っていた。馬陽後には三百人隊へと増員され、さらに山陽攻略戦では進軍中に特例として臨時千人隊へと増員、増員された隊員は元郭備隊の隊員であり、郭備隊副長の楚水を副長に加えた。本戦では輪虎を討ち取り、その功で正式に千人将として認可されるも羌瘣が一時離脱。後に河了貂が軍師として参入し改善した。
対合従軍戦では万極を討ち、麃公から兵千人を補充され実質二千人隊となった。対合従軍戦後の論功行賞によって三千人隊へと増員し、元麃公軍の岳雷率いる五百人を加える。彼らは後に乱戦特化兵「飛麃」と呼ばれるようになった。成蟜の反乱の頃には隊に復帰した信が四千人将、さらに羌瘣も千人将へと昇進し五千人隊となっている。著雍攻略戦では霊凰を討ち、本陣を落とした功により信が五千人将、羌瘣も三千人将へと昇進し八千人隊となった。黒羊戦後に元桓騎軍であった那貴とその一家が新しく飛信隊に加入し、さらに新たに募兵を行い選りすぐりの千人の新兵が加わる。
鄴攻略戦では岳嬰、趙峩龍さらには龐煖を討ち取り、信（李信）が将軍、羌瘣が五千人将に昇進し合わせて一万五千人の軍となる。その後羌瘣の妹分の羌礼が加入する。また、この頃から民衆への略奪や虐殺を一切行わない軍隊としての噂が他国にも伝わるようになる。すでに規模が「軍」となっているが、「隊」の名を通し続ける。
第一次趙北部攻略戦では、李牧の情報戦術に嵌って初戦から劣勢となって岳雷を失い、那貴達が最期を桓騎と遂げるために離脱する。
第二次趙北部攻略戦では、元麃公軍の満童、選りすぐりの新入りなどが加わり、練兵した李信軍五千と羌瘣軍三千の計八千が合流地点の太原に向かい、そこで二万二千の兵と合流して計三万人の軍となる。頭佐平原の戦いでは秦軍右翼を担っていたが、王剪軍本隊が司馬尚率いる青歌軍に敗走したため撤退。
韓攻略戦では、軍の再編成による増員で六万の軍勢となる。
玉鳳隊→玉鳳軍（ぎょくほうたい→ぎょくほうぐん）
王賁の初陣と共に、百人隊として発足した特殊部隊で、番陽を副長としている。山陽攻略戦では三百人隊として臨み、進軍中に特例として臨時千人隊へと増員、戦後に正式に千人将として認可される。その後山陽平定の功で二千人将に昇進。合従軍戦で王賁は臨時で五千人の指揮を任され、戦後に三千人将に昇進する。著雍侵攻戦の頃には王賁は四千人将となっており、さらに関常率いる千人隊の増援を加え五千人隊となり著雍戦を臨む。そして紫伯を討ち取り、その功で王賁は五千人将に昇進する。
鄴攻略戦では秦軍右翼で活躍しさらに尭雲を討ち取り将軍へと昇進、一万の軍となりさらに亜光軍から三千騎を率いて亜花錦が移籍したことで更なる活躍をする。
平陽戦では、難所の影丘で壊滅的被害を被ってしまうが、援軍として現れた飛信隊に助けられる。
楽華隊→楽華軍（がくかたい→がくかぐん）
蒙恬率いる特殊部隊で胡漸、陸仙を副長としている。韓侵攻戦で蒙恬は千人将となったが祖父蒙驁により三百人隊に留め置かれる。山陽攻略戦では進軍中に特例として臨時千人隊へと増員、戦後に正式に千人隊として認可される。対合従軍戦で蒙恬は臨時で五千人の指揮を任され、戦後に二千人将に昇進、嬴政加冠編後の時点では四千人将となっている。
鄴攻略戦の時点では五千人将となっており、開戦初日に秦軍左翼の危機を救ったことで臨時将軍に任命される。その後蒙恬の親代わりで副長の胡漸を失うが、戦後正式に将軍へと昇進、一万の軍となりさらに蒙武軍から剛将・愛閃が移籍したことで更なる活躍をする。
六大将軍（ろくだいしょうぐん）
かつて昭王によって選ばれた秦の六人の大将軍であり、「戦争の自由」などの権利を与えられた。この制度は元々桁外れに強かった6人の将軍が己の判断で戦えるように作られたものである（当時の秦国は多国と同時に戦うことが多く、王都との連携が逆に足枷になると昭王は考えたため）。彼らの存在によって、かつての秦は中華で最も危険な国とされていたが、昭王亡き後はその名を継ぐ者が現れず、その武の威光は失われている。呂不韋によると、六大将軍制は常に兵糧や兵士の補充を必要とし、国に著しい負担を与え、また独立色を強める制度のために謀反の恐れが常に付きまとうとされ、昭王と六将の間にあった鉄の忠誠心があってこそ成り立っていたという。構成員は白起を筆頭として王騎・摎・王齕・胡傷・司馬錯。唯一存命していた王騎も作中で没した。始皇十三年に、政により六代将軍制の復活を宣言。蒙武・騰・王翦・楊端和・桓騎の5人が任命されたが、6人目は他の5人と比肩する者がまだいなかったため空席となっている。後に桓騎が肥下で戦死したことで、現在は二つ空席となっている。
三大天（さんだいてん）
趙を支え、六大将軍や魏火龍七師と戦いを繰り広げた三人の大将軍。任命された軍には「大天旗」という旗が掲げられる。王騎によると、その華々しい戦歴は三大天の異名と共に国内外の人々の頭に強烈に焼き付いており、大天旗一つで士気が跳ね上がるという。当初の構成員は廉頗・藺相如・趙奢だったが、唯一存命していた廉頗の出奔後しばらくは適任者不在で、趙の武威は衰えた。李牧・龐煖を新たに抜擢して、再び武威を示しているが、鄴編で龐煖が戦死し李牧も投獄されたことで再び任命者がいなくなる。
武神（ぶしん）
三大天・龐煖の自称。蚩尤族によると「荒ぶる神」を元々身の内に宿す者のことを指し、武の道を極めることに全てを費やす求道者の一族。ただ一族といっても血の繋がりは無く、素質のある子供をさらって後継者として育てている。基本的に深山に籠って修行に明け暮れ、時折実力を確かめるために人里へ降りては無差別に勝負を挑むという行為を繰り返す。劇辛によると馬陽付近の山々には求道者が潜み住み、たびたび武神と称して村に降りて「悪さ」を働くが、それを劇辛が何度か斬っていたという。だが龐煖はそれらとは別格で、龐煖は劇辛を圧倒し片腕で一刀両断にしている。
魏火龍七師（ぎかりゅうしちし）
魏王安釐王の時代に魏軍にて矛戟を振るった七人の大将軍。軍旗にそれぞれの個人名の一文字に火龍の印をあしらった物を用いている。秦の六大将軍や趙三大天と並ぶ英雄とされるものの、その中の1人呉慶以外が突如として表舞台から姿を消したために、そこまで名を広めることができなかった。表向きには五人が病、一人は戦傷が元で死去となっているが、実際は呉慶を除いた六人が二派に別れて同士討ちを行い、生き残った三人は十四年間投獄されていた。作中では呉慶が麃公に討たれ、呉鳳明の働きで解放された生き残りの三人も著雍戦で霊凰と紫伯が戦死。凱孟のみ存命。構成員は呉慶・霊凰・凱孟・紫伯・太呂慈・晶仙・馬統の七人。その後什虎編までに呉鳳明が任命される。
中華十弓（ちゅうかじゅっきゅう）
元々は趙の武霊王の存命の時に、中華全土から弓自慢の者達を集めて腕を披露した際に上位十名をその名で呼んだことが由来。その際優勝した金令は的から五百歩離れた場所から的を10射中8射射抜いたと言われている。
現在では国は問わず弓の技術に優れた達人達を総称して呼ばれている。
什虎軍（じゅうこぐん）
かつて楚によって祖国を滅ぼされながらも、その後も楚軍と戦い続けてきた亡国の残党で構成された異質の軍団。祖国が滅ぼされた後も幾度も楚軍と戦い続け、楚軍を相手に敗れなかったため楚国が諦めて、彼らの生存を許した。寿胡王曰く什虎軍は楚軍であって楚軍にあらず、什虎軍は楚軍と戦い続けそれらを返り討ちにしてきた怪物達だが、楚の策略で全てを失い、我らは何も背負うものを持っていないという。春申君により秦・魏・韓・楚の四カ国にとっての大重要拠点・什虎を与えられ、そこを根城としている。

### 武器・兵器
矛（ほこ）
一兵卒から大将軍まで幅広く使われている長柄の武器。作中では現実の矛の形状とは異なり、薙刀のような形状をしている。
緑穂（りょくすい）
羌瘣が使う剣。
莫耶刀（ばくやとう）
項翼が使う中国五大宝剣の一振りの曲刀。妖刀として名高く伝説視されており、項翼が手に入れた経緯は不明。
吹き矢（ふきや）
河了貂、ムタや一部の刺客が使う武器。矢に毒を塗り殺傷力を高める。
井闌車（せいらんしゃ）
櫓に車輪が付いた攻城兵器。王賁が山陽攻略戦の時に使用するが、近利関攻めで信が他の秦兵達を扇動して大勢乗ったせいで車輪が破損する。合従軍編では、魏軍総大将・呉鳳明が函谷関攻略のために特大の井闌車を設計して二台投入するが、一台を桓騎によって燃やされる。武城・平陽編では、桓騎軍の氾善が開発した「紅春」という井闌車が登場。櫓の上部に四角い箱が付いた奇妙な見た目をしており、箱の中に兵士を入れて城壁に付くと前面が開いて兵士が城壁に乗り込む仕組みになっている。しかし、井闌車自体が不安定でがたつく等不完全であり、箱の中に入れる人数も限られている上に「紅春」に昇降する機能が無いため増援を送れず、すぐに城壁の上の味方が孤立する等欠点が多い。
戦車（せんしゃ）
主に魏国が所有する兵器。数頭の馬が荷車を引き、車軸には刃が付いており、荷車には長柄兵・弩兵が搭乗する。その圧倒的な突撃力で歩兵を轢殺する。

### 刺客
蚩尤（しゆう）
千年以上昔から闇世界で恐れられてきた特異体質を持つ幻の一族。山々に点在する十九氏族の中から、常に一人の女が祭（さい）と呼ばれる過酷なしきたりの末にその名を継ぐ。元々は司祭の類である巫女一族であったが、時代の流れの中で異形の変化を遂げていったとされる。達人が駆使する奥義はその名残か、舞うような剣技「巫舞（みぶ）」と呼ばれる。
巫舞（みぶ）
人の秘められた力を引き出すため、蚩尤の十九氏族ごとに異なる拍子で舞い、呼吸法によって自らを変性意識状態にする（作中では「荒ぶる神」を身に堕とすとされる）奥義。その際の陶酔で意識を遠のかせることで、あらゆる感覚を活性化させて、常人離れした剣技を駆使するため、蚩尤以外の人間には使うことができないという。その力量は「長さ」や「深さ」で表され、深い者ほど強いが、深く落とすほどその反動も大きく、解けるとまともに戦うことすら困難になるなど欠点もある。巫舞状態の使い手には周囲の物の動きがゆっくりに感じ、やがて飛んでいる虫ですら止まって見えるという。さらに羌瘣の場合は、青く澄んだ水の中にいるような感覚に陥り、そのままゆっくりと底の見えない深部へ沈んでいくという。意識を遠のかせる妨げとなるのが現世のしがらみや感情であるため、それらを強制的に断ち切る目的で蚩尤の先人たちが考案したのが、しきたり“祭”であった。その祭を経た幽連は、呼吸法と神堕としの舞による「助走」無しでも素の状態のまま、即座に巫舞同然の境地に入れる極意を体得した。
朱凶（しゅきょう）
赤黒い服装をした刺客一族であり、暗殺200年の歴史を持つ。二百年以上前には蚩尤に仕えた一族であった。
堅仙（けんせん）
暗器の使用に長ける刺客集団。登場した人物は全て肩にかかるくらいまで髪を伸ばしている。
号馬（ごうま）
集団での陣形による技に長ける刺客集団。登場した人物は全て髪を後ろで束ねている。
赫力（かくりき）
気を外に練り、刃物をも通さぬ肉体と剛拳で闘う刺客集団。登場した人物は全て禿頭。

## 反響
- 2012年5月18日よりWEB上で1人1コマずつ約1000人でキングダム単行本第26巻の内容を描き上げるファン参加企画「ソーシャルキングダム」が行われた。ゲストの荒木飛呂彦、井上雄彦、本宮ひろ志やアニメの出演声優、それ以外に一般からもプロの漫画家が参加した。2012年6月13日に一旦完成となった[19]。
- 2012年10月10日から12月24日まで東京国立博物館で開かれる「中国 王朝の至宝」展において森田成一と釘宮理恵が、それぞれの演じる信・河了貂として会場の音声ガイドを務めることが発表された[20]。
- 2015年10月より作者である原泰久の出身地 佐賀県三養基郡基山町（さがけんみやきぐんきやまちょう）のふるさと納税の返礼品としてキングダムグッズの取り扱い開始[21]。
- 2015年10月に、WEB上でキングダムキャッチコピー大賞の募集が行われ、大賞には、「僕たちは今、千年に一度の漫画を読んでいる。」（茅ヶ崎の塾講師）が選ばれ、単行本第41巻の帯とヤングジャンプ2016年第9号の表紙にそれぞれ掲載された。優秀賞には、「三度の飯よりキングダム」（パッキャオの友人）、「うちの奥さん、春秋戦国時代から帰ってこない。」（陽介＆美帆）、「前には夢が、隣には仲間が。」（めかなぎ）が選ばれ、原泰久特別賞には、「課金後」（ヘアスタイリスト）が選ばれた。
- 2015年5月28日「雨上がり決死隊のトーク番組アメトーーク!」（テレビ朝日）の放送にて、『なぜハマる？キングダム芸人 』というくくりにて放送された。
- 2016年、連載10周年を記念して、実写特別動画が制作され、信役を山﨑賢人が務めた。動画は4月18日より特別サイト上にて3分の動画として配信開始され、4月19日にフジテレビ系列「有吉弘行のダレトク!?」にて、60秒バージョンのテレビCMとして放送された[22]。また、龐煖は五城健児、羌瘣は山本千尋が演じている[23]。

## 展覧会
- 週刊ヤングジャンプでの連載10周年を迎えるにあたって、2016年7月30日から2016年9月4日の間、作者原泰久の故郷佐賀でキングダム展が開催された。 展覧会では、複製原画や作中に登場する「王騎の矛（ほこ）」などの復元品などが展示された。
- 長崎ランタンフェスティバル2019とのコラボ企画により、フェスティバル各種でイベントが行われ、長崎孔子廟会場では2019年2月5日から2019年2月19日の間キングダム展が開催された。
- 2021年6月から2024年5月まで、原作者・原泰久全面監修のもと第1話から第438話までのストーリーを主人公・信を中心にして展示構成する大規模な原画展「キングダム展 - 信 - 」が開催された。本展では、描き下ろしイラスト約20点や、400点を超える直筆生原稿が展示された。
展示会場
東京会場（上野の森美術館） - 2021年6月12日から7月25日
福岡会場（福岡市美術館） - 2021年8月3日から9月26日
名古屋会場（松坂屋美術館） - 2022年4月23日から6月11日
大阪会場（グランフロント大阪） - 2022年10月14日から12月11日
宮城会場（東北歴史博物館） - 2023年1月14日から3月12日
金沢会場（金沢21世紀美術館） - 2023年4月28日から5月26日
沖縄会場（沖縄県立博物館・美術館） - 2024年3月22日から5月12日

## 書誌情報

### 漫画本編
- 原泰久 『キングダム』 集英社〈ヤングジャンプ・コミックス〉、既刊76巻（2025年7月17日現在）
  1. 「無名の少年」2006年5月24日発行（5月19日発売[集 1]）、ISBN 978-4-08-877079-6
  2. 「将軍への道」2006年8月23日発行（8月18日発売[集 2]）、ISBN 978-4-08-877129-8
  3. 「王都咸陽」2006年11月22日発行（11月17日発売[集 3]）、ISBN 978-4-08-877171-7
  4. 「嘲笑う王弟」2007年2月24日発行（2月19日発売[集 4]）、ISBN 978-4-08-877213-4
  5. 「最初の城」2007年5月23日発行（5月18日発売[集 5]）、ISBN 978-4-08-877259-2
  6. 「伍の戦い」2007年7月24日発行（7月19日発売[集 6]）、ISBN 978-4-08-877289-9
  7. 「将の才力」2007年10月24日発行（10月19日発売[集 7]）、ISBN 978-4-08-877336-0
  8. 「過去」2007年12月24日発行（12月19日発売[集 8]）、ISBN 978-4-08-877361-2
  9. 「千年の名」2008年3月24日発行（3月19日発売[集 9]）、ISBN 978-4-08-877409-1
  10. 「六大将軍」2008年6月24日発行（6月19日発売[集 10]）、ISBN 978-4-08-877462-6
  11. 「王騎出陣」2008年9月24日発行（9月19日発売[集 11]）、ISBN 978-4-08-877504-3
  12. 「飛矢」2008年12月24日発行（12月19日発売[集 12]）、ISBN 978-4-08-877563-0
  13. 「天災」2009年3月24日発行（3月19日発売[集 13]）、ISBN 978-4-08-877611-8
  14. 「友」2009年6月24日発行（6月19日発売[集 14]）、ISBN 978-4-08-877663-7
  15. 「真打ち」2009年9月23日発行（9月18日発売[集 15]）、ISBN 978-4-08-877715-3
  16. 「天下の大将軍」2009年12月23日発行（12月18日発売[集 16]）、ISBN 978-4-08-877771-9
  17. 「李牧、咸陽へ」2010年3月24日発行（3月19日発売[集 17]）、ISBN 978-4-08-877819-8
  18. 「奇貨居くべし」2010年6月23日発行（6月18日発売[集 18]）、ISBN 978-4-08-877873-0
  19. 「千人将」2010年8月24日発行（8月19日発売[集 19]）、ISBN 978-4-08-879015-2
  20. 「曲者」2010年11月24日発行（11月19日発売[集 20]）、ISBN 978-4-08-879057-2
  21. 「将器」2011年2月23日発行（2月18日発売[集 21]）、ISBN 978-4-08-879101-2
  22. 「あの時代」2011年5月24日発行（5月19日発売[集 22]）、ISBN 978-4-08-879141-8
  23. 「論功行賞」2011年8月24日発行（8月19日発売[集 23]）、ISBN 978-4-08-879184-5
  24. 「相国」2011年11月24日発行（11月19日発売[集 24]）、ISBN 978-4-08-879223-1
  25. 「迫り来る合従軍」2012年2月22日発行（2月17日発売[集 25]）、ISBN 978-4-08-879268-2
  26. 「王騎が認めた男」2012年5月23日発行（5月18日発売[集 26]）、ISBN 978-4-08-879330-6
  27. 「人間全て」2012年8月22日発行（8月17日発売[集 27]）、ISBN 978-4-08-879390-0
  28. 「陥落の危機」2012年11月24日発行（11月19日発売[集 28]）、ISBN 978-4-08-879455-6
  29. 「至強」2013年2月24日発行（2月19日発売[集 29]）、ISBN 978-4-08-879521-8
  30. 「麃と飛」2013年4月9日発行（4月4日発売[集 30]）、ISBN 978-4-08-879560-7
  31. 「政、語りかける」2013年7月24日発行（7月19日発売[集 31]）、ISBN 978-4-08-879609-3
  32. 「開く城門」2013年10月23日発行（10月18日発売[集 32]）、ISBN 978-4-08-879681-9
  33. 「不抜」2014年1月22日発行（1月17日発売[集 33]）、ISBN 978-4-08-879736-6
  34. 「別の道」2014年4月23日発行（4月18日発売[集 34]）、ISBN 978-4-08-879782-3
  35. 「剣と盾」2014年7月23日発行（7月18日発売[集 35]）、ISBN 978-4-08-879867-7
  36. 「新生玉鳳隊」2014年10月22日発行（10月17日発売[集 36]）、ISBN 978-4-08-890027-8
  37. 「これからの戦国」2015年1月24日発行（1月19日発売[集 37]）、ISBN 978-4-08-890098-8
  38. 「新しい国」2015年4月22日発行（4月17日発売[集 38]）、ISBN 978-4-08-890141-1
  39. 「人の本質」2015年7月22日発行（7月17日発売[集 39]）、ISBN 978-4-08-890230-2
  40. 「敗北の巨星」2015年10月24日発行（10月19日発売[集 40]）、ISBN 978-4-08-890277-7
  41. 2016年1月24日発行（1月19日発売[集 41]）、ISBN 978-4-08-890347-7
  42. 2016年4月24日発行（4月19日発売[集 42]）、ISBN 978-4-08-890396-5
  43. 2016年7月24日発行（7月19日発売[集 43]）、ISBN 978-4-08-890471-9
  44. 2016年10月24日発行（10月19日発売[集 44]）、ISBN 978-4-08-890512-9
  45. 2017年1月24日発行（1月19日発売[集 45]）、ISBN 978-4-08-890571-6
  46. 2017年4月24日発行（4月19日発売[集 46]）、ISBN 978-4-08-890622-5
  47. 2017年7月24日発行（7月19日発売[集 47]）、ISBN 978-4-08-890701-7　
  48. 2017年10月24日発行（10月19日発売[集 48]）、ISBN 978-4-08-890759-8
  49. 2018年1月24日発行（1月19日発売[集 49]）、ISBN 978-4-08-890839-7
  50. 2018年4月24日発行（4月19日発売[集 50]）、ISBN 978-4-08-890890-8　
  51. 2018年7月24日発行（7月19日発売[集 51]）、ISBN 978-4-08-891071-0　
  52. 2018年10月24日発行（10月19日発売[集 52]）、ISBN 978-4-08-891116-8
  53. 2019年1月23日発行（1月18日発売[集 53]）、ISBN 978-4-08-891188-5　
  54. 2019年4月24日発行（4月19日発売[集 54]）、ISBN 978-4-08-891254-7　
  55. 2019年8月24日発行（8月19日発売[集 55]）、ISBN 978-4-08-891341-4
  56. 2019年11月24日発行（11月19日発売[集 56]）、ISBN 978-4-08-891402-2
  57. 2020年3月24日発行（3月19日発売[集 57]）、ISBN 978-4-08-891506-7
  58. 2020年6月24日発行（6月19日発売[集 58]）、ISBN 978-4-08-891599-9
  59. 2020年9月23日発行（9月18日発売[集 59]）、ISBN 978-4-08-891659-0
  60. 2020年12月23日発行（12月18日発売[集 60]）、ISBN 978-4-08-891735-1
  61. 2021年4月24日発行（4月19日発売[集 61]）、ISBN 978-4-08-891843-3
  62. 2021年6月21日発行（6月16日発売[集 62]）、ISBN 978-4-08-892030-6
  63. 2021年11月24日発行（11月19日発売[集 63]）、ISBN 978-4-08-892129-7
  64. 2022年2月23日発行（2月18日発売[集 64]）、ISBN 978-4-08-892216-4
  65. 2022年6月22日発行（6月17日発売[集 65]）、ISBN 978-4-08-892332-1
  66. 2022年9月21日発行（9月16日発売[集 66]）、ISBN 978-4-08-892425-0
  67. 2023年1月24日発行（1月19日発売[集 67]）、ISBN 978-4-08-892568-4
  68. 2023年4月23日発行（4月18日発売[集 68]）、ISBN 978-4-08-892738-1
  69. 2023年7月24日発行（7月19日発売[集 69]）、ISBN 978-4-08-892747-3
  70. 2023年11月22日発行（11月17日発売[集 70]）、ISBN 978-4-08-892895-1
  71. 2024年2月24日発行（2月19日発売[集 71]）、ISBN 978-4-08-893119-7
  72. 2024年5月22日発行（5月17日発売[集 72]）、ISBN 978-4-08-893237-8
  73. 2024年9月24日発行（9月19日発売[集 73]）、ISBN 978-4-08-893381-8
  74. 2024年12月23日発行（12月18日発売[集 74]）、ISBN 978-4-08-893478-5
  75. 2025年3月23日発行（3月18日発売[集 75]）、ISBN 978-4-08-893616-1
  76. 2025年7月17日発行（7月17日発売[集 76]）、ISBN 978-4-08-893737-3

### 完全版
- 原泰久『キングダム 完全版』 集英社〈愛蔵版コミックス〉、全20巻
  1. 2024年3月18日発売[集 77]）、ISBN 978-4-08-792786-3
  2. 2024年3月18日発売[集 78]）、ISBN 978-4-08-792787-0
  3. 2024年4月18日発売[集 79]）、ISBN 978-4-08-792788-7
  4. 2024年4月18日発売[集 80]）、ISBN 978-4-08-792789-4
  5. 2024年5月17日発売[集 81]）、ISBN 978-4-08-792790-0
  6. 2024年5月17日発売[集 82]）、ISBN 978-4-08-792791-7
  7. 2024年6月19日発売[集 83]）、ISBN 978-4-08-792792-4
  8. 2024年6月19日発売[集 84]）、ISBN 978-4-08-792793-1
  9. 2024年7月18日発売[集 85]）、ISBN 978-4-08-792794-8
  10. 2024年7月18日発売[集 86]）、ISBN 978-4-08-792795-5
  11. 2024年8月19日発売[集 87]）、ISBN 978-4-08-792796-2
  12. 2024年8月19日発売[集 88]）、ISBN 978-4-08-792797-9
  13. 2024年9月19日発売[集 89]）、ISBN 978-4-08-792798-6
  14. 2024年9月19日発売[集 90]）、ISBN 978-4-08-792799-3
  15. 2024年10月18日発売[集 91]）、ISBN 978-4-08-792800-6
  16. 2024年10月18日発売[集 92]）、ISBN 978-4-08-792801-3
  17. 2024年11月19日発売[集 93]）、ISBN 978-4-08-792802-0
  18. 2024年11月19日発売[集 94]）、ISBN 978-4-08-792803-7
  19. 2024年12月18日発売[集 95]）、ISBN 978-4-08-792804-4
  20. 2024年12月18日発売[集 96]）、ISBN 978-4-08-792805-1

### 総集編・その他
- キングダム総集編I 〈無名の少年〉 - 2010年7月27日発売
収録内容
『キングダム』第1話 - 第22話
読切『金剛』
読切『馬酒兵三百』
- キングダム総集編II 〈王都の奪還〉 - 2010年8月10日発売
収録内容
『キングダム』第23話 - 第47話
読切『李牧』
読切『蒙武と楚子』
- キングダム 公式ガイドブック 英傑列紀 - 2012年8月17日発売
収録内容
キャラクター&エピソード解説
原泰久×安彦良和スペシャル対談&原泰久ロングインタビュー
キャラクター原案スケッチ&秘蔵ネーム集
- キングダム 公式ガイドブック 覇道列紀 - 2016年1月19日発売
収録内容
キャラクター&エピソード解説
作者が語るキャラクター&エピソード秘話
スペシャル対談2本
原泰久×ケンドーコバヤシ
原泰久×水野良樹（いきものがかり）
『週刊少年ジャンプ』2013年24号掲載の出張版読切
- キングダム 公式ガイドブック 戦国七雄人物録 - 2021年7月16日発売
- キングダム 公式問題集 - 2020年3月19日発売
- キングダム 公式問題集 Lite - 2023年11月17日発売

## メディア展開

### テレビアニメ
2011年11月にテレビアニメ化が発表され、2012年6月から2013年2月にかけて原作の16巻までを扱った第1シリーズが放送、2013年6月から2014年3月にかけて17巻から24巻までを扱った第2シリーズが放送された。2020年4月より25巻から34巻前半までを扱った第3シリーズが放送するが新型コロナウイルスの影響で延期、翌2021年4月から10月にかけて放送された。2022年4月から10月にかけて34巻後半から41巻冒頭までを扱った第4シリーズが、2024年1月から3月にかけて41巻から46巻後半までを扱った第5シリーズが放送された。2025年10月からは第6シリーズが放送予定。

### 実写映画
2018年4月の第50巻達成を記念して実写映画化が発表され、2019年4月に原作の「王都奪還編」を扱った第一作が劇場公開された。そして2022年7月には「蛇甘平原の戦い」を扱った第二作が、翌2023年7月には「馬陽の戦い」「紫夏編」を扱った第三作が、2024年7月には「馬陽の戦い」を扱った第四作が劇場公開された。

### 舞台
舞台「キングダム」のタイトルで、2023年2月から5月まで東京、大阪、福岡、札幌で上演。
東京公演：帝国劇場、2023年2月5日 - 27日
大阪公演：梅田芸術劇場 メインホール、2023年3月12日 - 19日
福岡公演：博多座、2023年4月2日 - 27日
札幌公演：札幌文化芸術劇場 hitaru、2023年5月6日 - 11日

#### キャスト（舞台）
信：三浦宏規、高野洸（Wキャスト）
嬴政 / 漂：小関裕太、牧島輝（2役・Wキャスト）
河了貂：川島海荷、華優希（Wキャスト）
楊端和：梅澤美波（乃木坂46）、美弥るりか（Wキャスト）
壁：有澤樟太郎、梶裕貴
成蟜：鈴木大河（IMPACTors/ジャニーズ Jr.）、神里優希（Wキャスト）
左慈：早乙女友貴（東京、大阪、福岡）
左慈：HAYATE（福岡、札幌）
バジオウ：元木聖也
紫夏：朴璐美、石川由依（Wキャスト）
昌文君：小西遼生
王騎：山口祐一郎

#### スタッフ（舞台）
脚本：藤沢文翁
演出：山田和也
音楽：KOHTA YAMAMOTO

### コンシューマーゲーム
キングダム 一騎闘千の剣
PlayStation Portable用ソフト。2010年11月25日にコナミデジタルエンタテインメントより発売。公称ジャンルは「中国歴史大アクション」。

### モバイルゲーム
キングダム 激突パズル無双
iOS用アプリ。2012年12月17日にコナミデジタルエンタテインメントより配信開始。ゲーム内に課金アドオンがあるが、ソーシャルゲームではない。ジャンルは、パズルバトルゲーム。

キングダム –春秋戦国大戦-
GREE用アプリ。2013年4月26日にオルトプラスよりサービス提供開始。アイテム課金制のソーシャルゲーム。ジャンルは、カードバトルRPG。

キングダム -英雄の系譜-
iOSおよびAndroid用アプリ。2015年3月12日〜2019年9月30日までディー・エヌ・エーより配信された。アイテム課金制のソーシャルゲーム。ジャンルは、シミュレーションRPG。

キングダム セブンフラッグス
iOSおよびAndroid用アプリ。2016年10月26日にバンダイナムコエンターテインメントより配信開始。アイテム課金制。ジャンルはリアルタイム合戦シミュレーション。

キングダム 乱 -天下統一への道-
iOSおよびAndroid用アプリ。2018年2月22日にモブキャストより配信開始。アイテム課金制。ジャンルは戦略バトルRPG。

### 体感型ゲーム
キングダム×リアル脱出ゲーム -ある大戦場からの脱出-
SCRAP主催の体験型ゲームイベント。2017年3月末からゴールデンウィークにかけて明治神宮球場を皮切りに全国5都市を巡回する野外ツアー形式で開催される。参加者は泰国の兵士となり、様々な謎や暗号を駆使し1時間以内に敵軍の策略を打ち破ってから天下を取（脱出す）ることがクリア条件。

### イベント
マンガダイブ『キングダム』1億の光
最新技術を駆使した映像と音響により、空間全体にマンガの世界観が広がる没入型ミュージアム。
主催・企画・制作：集英社XR。
- 2023年11月21日 - 12月9日、表参道ヒルズ 本館 B3F スペースオー
- 2023年12月24日 - 2024年1月10日、室町三井ホール&カンファレンス